# Juzistki
Juzistki – pomocnicza kobieca organizacja militarna powstała w roku 1927 z inicjatywy Józefa Piłsudskiego oraz przy współpracy Ministerstwa Spraw Wojskowych i Ministerstwa Poczt i Telegrafów. Zadaniem Juzistek miała być praca w ruchu telegraficznym i telefonicznym oraz w administracji państwowej a w przypadku wybuchu konfliktu zbrojnego służba pomocnicza w zakresie łączności. W latach 1927–1936 podczas dziewięciu specjalistycznych kursów w Centrum Wyszkolenia Łączności w Zegrzu wyszkolono około 350 Juzistek.

## Geneza
Problem zapotrzebowania na dobrze wyszkolony personel łączności ujawnił się już podczas Wojny polsko-bolszewickiej. Jak wspomina Aleksandra Piłsudska:

Z zakresu prac wojskowych męża zetknęłam się ze sprawą wyszkolenia Hughes-istek. Piłsudski narzekał bardzo na funkcjonowanie łączności w czasie wojny 1920 roku. Postanowił też poświęcić zagadnieniu łączności szczególną uwagę. Zdaje mi się, że w jesieni 1926 r. zdecydował organizację szkoły Hughes-stek. Wychodził z założenia, że kobiety są pewniejsze w dotrzymywaniu tajemnic służbowych. A do tego przywiązywał największą wagę.

Piłsudski nie był zwolennikiem udziału kobiet w walce frontowej, natomiast nie miał nic przeciwko pełnieniu przez nie wszelkiej ochotniczej służby pomocniczej. Dlatego też jesienią 1926 roku rozpoczęto prace nad powstaniem ośrodka szkolnego dla Juzistek. Sama nazwa wzięła się od spolszczonej nazwy Telegrafu Hughesa (czyt. Juza) - jednego z urządzeń telegraficznych używanych do podtrzymania łączności międzysztabowej w Wojsku Polskim. Nauka obsługi tego aparatu była jednym z kluczowych zagadnień podczas szkolenia Juzistek. 
Kurs podlegał bezpośrednio komendantowi Centrum Wyszkolenia Łączności. Przełożoną kursantek była komendantka pełniąca obowiązki i posiadająca uprawnienia dowódcy kompanii. Pierwszą komendantką i jednocześnie organizatorką szkolenia była major Wanda Gertz - uczestniczka obu wojen światowych oraz wojny polsko-bolszewickiej, inspektorka Przysposobienia Wojskowego Kobiet, współzałożycielka Klubu Starszych Instruktorek i osobista sekretarka Józefa Piłsudskiego. Po stworzeniu podstaw funkcjonowania kursu została odwołana na swoje stanowisko w Belwederze a jej miejsce zajęła Elżbieta Daniłowska - uczestniczka walk o granice państwa w latach 1918-1921. Daniłowska pełniła funkcję komendantki do końca ostatniego kursu.
Wraz z komendantką kursu w skład kadry wchodziła również jej zastępczyni zwana szefem. Funkcję tę pełniły w różnym czasie: Wiktoria Stokowska (legionistka i instruktorka Przysposobienia Wojskowego Kobiet), Stanisława Jaszczukówna, Zofia Kawiecka, Elżbieta Nestorowicz oraz Jadwiga Witkowska.
Uczestniczki kursu miały być skoszarowane i umundurowane według regulaminu Ministerstwa Spraw Wojskowych. Pobierały też wynagrodzenie w wysokości 50 zł miesięcznie. Zapewniano im również opiekę lekarską oraz wyżywienie i zakwaterowanie zgodne ze standardami obowiązującymi w Wojsku Polskim. Ukończenie szkolenia z wynikiem pozytywnym gwarantowało Juzistkom przydział do pracy w urzędach i na pocztach. W razie wybuchu konfliktu zbrojnego miały zostać powołane do służby pomocniczej zgodnej z wyszkoleniem. 

## Wyszkolenie
Wyszkolenie Juzistek odbywało się podczas specjalnego kursu w Centrum Wyszkolenia Łączności w Zegrzu pod Warszawą. Aby móc ubiegać się o przyjęcie na kurs, kandydatki musiały spełniać następujące kryteria: 
- wiek między 19 a 25 lat,
- ukończone przynajmniej 6 klas szkoły średniej,
- obywatelstwo polskie,
- ukończone przysposobienie ogólnowojskowe,
- brak przeciwwskazań zdrowotnych.

O wyborze kandydatek decydowały kilkuetapowe eliminacje obejmujące rozpatrzenie podań, badanie lekarskie z naciskiem na stan zmysłów wzroku i słuchu, sprawdzenie sprawności i długości palców u rąk oraz egzamin sprawdzający stan wiedzy ogólnej z zakresu literatury, geografii, historii Polski i nauki o Polsce współczesnej oraz wiedzy fachowej z zakresu fizyki i matematyki. 
Podania rozpatrywane były przez komisję złożoną z Szefa Łączności Ministerstwa Spraw Wojskowych jako przewodniczącego oraz przedstawicieli: Biura Ogólno-Organizacyjnego Ministerstwa Spraw Wojskowych, Centrum Wyszkolenia Łączności, Ministerstwa Poczt i Telegrafów i Państwowego Urzędu Wychowania Fizycznego i Przysposobienia Wojskowego jako członków. Kandydatki mogły zgłaszać się na dwie osobne listy tworzone przez Ministerstwo Poczt i Telegrafów oraz Ministerstwo Spraw Wojskowych. W przypadku równych kwalifikacji pierwszeństwo w przyjęciu na kurs miały sieroty po poległych żołnierzach WP oraz sieroty po urzędnikach państwowych, córki żołnierzy WP, żołnierzy-inwalidów i urzędników państwowych oraz córki  odznaczonych orderem Virtuti Militari, Krzyżem Niepodległości lub Krzyżem Walecznych.
O przyjęciu na kurs Szef Łączności Ministerstwa Spraw Wojskowych zawiadamiał kandydatki pisemnie. Każdorazowo przyjmowano nie mniej niż 23 kobiety. 
Samo szkolenie trwało od października do sierpnia i dzieliło się na cztery etapy.
- Pierwszy, trwający 8 tygodni miał za zadanie ocenę zdolności kandydatek pod kątem ich przyszłej pracy. Kończył się egzaminem eliminacyjnym.
- Drugi, trwający 12 tygodni obejmował przygotowanie teoretyczne, naukę regulaminów oraz wyszkolenie ogólnowojskowe.
- Trzeci, trwający 12 tygodni obejmował naukę praktyczną obejmującą montaż, konserwację i obsługę aparatów telegraficznych oraz wykłady teoretyczne.
- Czwarty, trwający 10 tygodni obejmował normalną pracę przy prowadzeniu korespondencji telegraficznej i telefonicznej.

Kursantki odbywały również praktyki w Głównym Urzędzie Telegraficznym w Warszawie. Całość szkolenia obejmowała 1680 godzin zajęć. Dwukrotnie miały miejsce repetycje podczas których słuchaczki odpowiadały z całości dotychczas przerobionego materiału. Na koniec kursu miał miejsce egzamin teoretyczny oraz praktyczny z telegrafowania juzem, morsem oraz stukawką.
Ocena z egzaminu wchodziła w skład całościowej oceny z kursu (razem z ocenami z repetycji oraz oceną ogólnych kwalifikacji i wartości moralnej i ideowej).

## Druga wojna światowa
Wraz ze wzrostem zagrożenia ze strony Niemiec, w marcu 1939 roku zarządzono pierwszą częściową mobilizację alarmową. Od tego czasu część Juzistek była kierowana do pracy w obiektach związanych z obronnością kraju - sztabów jednostek wojskowych, Sztabu Głównego WP w Warszawie, urzędów telefoniczno-telegraficznych i urzędów okręgowych kolei państwowych. We wrześniu 1939 roku zmobilizowane Juzistki miały za zadanie utrzymywać łączność przekazując i odbierając meldunki. Odpowiadały również za transport aparatów juza. Wojenna rzeczywistość nie sprzyjała ich pracy - wielokrotne bombardowania, silny napór ze strony wojsk niemieckich oraz trudności w utrzymaniu sieci połączeń sprawiły, że już po kilku-kilkunastu dniach musiały porzucić swoje zadania. Część z nich bardzo szybko dołączyła do obrony polskich miast, niektóre zaś zostały ewakuowane do Rumunii i na Węgry  razem z wojskiem i władzami państwowymi. Stamtąd w większości trafiły do Francji i Wielkiej Brytanii, gdzie pracowały przy Sztabie Naczelnego Wodza, przy Polskim Czerwonym Krzyżu i w ambasadzie RP. Spośród tych które zostały w kraju, spora część dołączyła do tworzącego się ruchu oporu, gdzie pełniły służbę między innymi jako łączniczki. 

## Upamiętnienie
W trakcie trwania całego konfliktu śmierć poniosły:
- Zofia Ginterówna
- Iwona Krugłowska z d. Rosen
- Janina Lewandowska
- Jadwiga Piekarska
- Elżbieta M. Zahorska.

Osiem Juzistek zostało odznaczonych Krzyżem Walecznych za swoją wojenną służbę. Jadwiga Piekarska została ponadto odznaczona pośmiertnie Orderem Virtutti Militari oraz Złotym Krzyżem Zasług z Mieczami. 
Do upamiętnienia działalności Juzistek przyczyniła się działalność naukowa fundacji Generał Elżbiety Zawackiej, która do tej pory organizuje sesje naukowe i popularno-naukowe poświęcone zagadnieniu służby kobiet podczas wojen i konfliktów. 
Pamiątki i archiwalia po Juzistkach można oglądać w Muzeum Wojsk Łączności utworzonym na terenie Centrum Szkolenia Łączności i Informatyki w Zegrzu. Również w Zegrzu, 26 maja 1991 roku, nastąpiło uroczyste odsłonięcie tablicy upamiętniającej ich pracę oraz służbę.